# Maria Margarethe Danzi
Maria Margarethe Danzi-Marchand bzw. Danzi, geb. Marchand (* 1768 in Frankfurt am Main bzw. Mannheim; † 11. Juni 1800 in München) war eine deutsche Sopranistin und Komponistin.

## Leben
Maria Margarethe Danzis Geburtsort wird teilweise auch mit Mannheim angegeben, da die elterliche Familie dort ab 1775 wohnhaft war und sich zum Zeitpunkt von Margarethes Geburt auf einer Gastspielreise der Theatertruppe in Frankfurt befand. Falsch sind die Angaben mit dem Geburtsort München in verschiedenen Lexika.
Margarethes Vater Theobald Hilarius Marchand war vom Kurfürsten Karl Theodor zum ersten Direktor des neu gegründeten Nationaltheater Mannheims ernannt worden. Ihre Mutter Magdalena Brochard war Theaterschauspielerin und Balletttänzerin und in der Theatertruppe ihres Mannes als Soubrette engagiert.
Marchand erregte bereits ganz jung als Klaviervirtuosin wie auch als Sängerin Aufsehen. 1787 debütierte sie mit 12 Jahren am Mannheimer Hoftheater in der Titelrolle „Der Edelknabe“ von Johann Jakob Engel. In München erhielt Margarethe Danzi von 1778 bis 1782 Musikunterricht bei ihrer späteren Schwägerin Franziska Lebrun. Von 1782 bis 1784 war sie Schülerin Leopold Mozarts in Salzburg. Sie war eine der wenigen Komponistinnen dieser Zeit, in der sich die musikalische Rolle der Frau meist auf den Gesang beschränken musste. Erste Auftritte am Münchner Hoftheater (→Cuvilliés-Theater) hatte Marchand 1785 in Nebenrollen, bevor sie dort am 26. April 1786 als Hofsängerin ihr Debüt gab.
1790 heiratete sie den Komponisten und Kapellmeister Franz Danzi, mit dem sie als Primadonna der Theatertruppe Domenico Guardasonis große Gastspielreisen in Europa unternahm und internationales Ansehen gewann. Ab 1796 wurde Margarethe auch gefeierte Primadonna am Münchner Hoftheater. In der Nacht vom 10. auf 11. Juni 1800 verstarb Margarethe Danzi an den Folgen einer Lungenkrankheit.
Während sie als Opernsängerin mit umfangreichem Repertoire an Rollen große Anerkennung fand, fanden ihre Kompositionen zu ihrer Lebzeit ähnlich wie die ihrer Schwägerin Franziska Lebrun kaum Verleger und wurden zumeist erst später veröffentlicht.